# Звенигородски район
Звенигородски район (на украински: Звенигородський район) е район на Черкаска област, Централна Украйна. Центърът на района е град Звенигородка. Населението на района е 204 000 души (2020). 

## История
На 18 юли 2020 г., като част от административната реформа на Украйна, броят на районите на Черкаска област е намален на четири, а територията на Звенигородски район е значително разширена. Четири предишни района – Катеринополски, Лисянски, Талновски и Шполянски, части от два предишни района – Городищенски и Корсун-Шевченковски, както и град Ватутине, който преди това е град с областно значение извън района, са включени в Звенигородски район.

## Подразделения
След реформата от 2020 г. районът се състои от 17 громади.